# Чичилински, Грациела
Грациела Чичилински (англ. Graciela Chichilnisky) — американский экономист аргентинского происхождения.
Родилась в Буэнос-Айресе. Гражданка США с 1991 года. Училась в Национальном институте Ленгувос Вивас (Буэнос-Айрес). Магистр (1970) и дважды доктор философии (по математике, 1971 и по экономической теории, 1975) Калифорнийского университета в Беркли. Преподавала в Гарвардском (1975—1977) и Колумбийском университетах (с 1977; профессор с 1980). В 1985—1986 годах работала профессором-миссионером (Professeur Missionaire) в Университете Антил и Гвианы.

## Основные произведения
- «Мировой рынок нефти: прошлое и будущее» (The World Oil Market, Past and Future, 1984);
- «Полезность фон Неймана — Моргенштерна и кардинальные предпочтения» (Von Neuman — Morgenstern Utilities and Cardinal Preferences, 1985).